# Pelochrista scintillana
Pelochrista scintillana es una especie de polilla perteneciente al género Pelochrista, categorizada en la tribu Eucosmini, de la subfamilia Olethreutinae.

## Distribución
Se distribuye por Estados Unidos.

## Taxonomía
Fue descrita por Clemens en 1865 y publicada por primera vez en Proc. ent. Soc. Philad. 5: 142.